# Giuseppe La Placa

Bischofswappen von Giuseppe La Placa

Giuseppe La Placa (* 16. November 1962 in Resuttano) ist ein italienischer Geistlicher und römisch-katholischer Bischof von Ragusa.

## Leben
Giuseppe La Placa empfing nach dem Studium der Philosophie und Theologie am 29. Juni 1986 von Bischof Alfredo Maria Garsia das Sakrament der Priesterweihe für das Bistum Caltanissetta.
Neben Aufgaben in der Pfarrseelsorge studierte er an der Päpstlichen Universität Gregoriana, an der er 1993 das Lizenziat in theoretischer Philosophie erwarb und später promoviert wurde. Seit 1993 war er als Gymnasiallehrer für Philosophie und als Dozent am theologisch-pastoralen Institut Monsignore G. Guttadauro in Caltanissetta tätig. Von 1993 bis 1998 war er zudem Diözesanassistent für die Familienseelsorge und Diözesanjugendseelsorger. Ab 2000 gehörte er für sechs Jahre dem Fakultätsrat der Päpstlichen Theologischen Fakultät von Sizilien an. In dieser Zeit war er zudem Pfarrer, Leiter einer katholischen Schule und geistlicher Begleiter von Ordenskonventen und geistlichen Gemeinschaften. Seit 2006 war er stellvertretender Generalvikar und Domkapitular des Kathedralkapitels von Caltanissetta. Außerdem war er für die Fortbildung des Klerus, die soziale Kommunikation des Bistums und die Bistumszeitschrift verantwortlich. Seit 2009 war er Generalvikar des Bistums Caltanissetta. Er gehörte dem Priesterrat, dem Konsultorenkollegium und weiteren diözesanen und regionalen Gremien an. Er ist Mitglied der von Divo Barsotti gegründeten Gemeinschaft der Söhne Gottes.
Am 8. Mai 2021 ernannte ihn Papst Franziskus zum Bischof von Ragusa. Der Bischof von Caltanissetta, Mario Russotto, spendete ihm am 16. Juli desselben Jahres die Bischofsweihe. Mitkonsekratoren waren der Erzbischof von Catania, Salvatore Gristina, der Erzbischof von Syrakus, Francesco Lomanto, und La Placas Amtsvorgänger in Ragusa, Carmelo Cuttitta.